# Кизилординська міська адміністрація
Кизилорди́нська міська адміністрація (каз. Қызылорда қаласы әкімдігі, рос. Кызылординская городская администрация) — адміністративна одиниця у складі Кизилординської області Казахстану. Адміністративний центр — місто Кизилорда.

## Населення
Населення — 338939 осіб (2021; 230422 у 2009, 193589 у 1999, 183299 у 1989).
Національний склад (станом на 2016 рік):
- казахи — 257236 осіб (92,62 %)
- росіяни — 9890 осіб
- корейці — 6099 осіб
- татари — 1263 особи
- узбеки — 1063 особи
- чеченці — 393 особи
- українці — 211 осіб
- турки — 202 особи
- киргизи — 146 осіб
- азербайджанці — 125 осіб
- башкири — 125 осіб
- уйгури — 117 осіб
- греки — 105 осіб
- марійці — 90 осіб
- німці — 88 осіб
- молдовани — 80 осіб
- білоруси — 65 осіб
- інші — 432 особи

## Склад
До складу району входять місто Кизилорда, 2 селищні адміністрації та 7 сільських округів:
| Поселення                          | Площа, км² | Населення, осіб (1989) | Населення, осіб (1999) | Населення, осіб (2009) | Населення, осіб (2021) | Центр                 | Населені пункти |
| ---------------------------------- | ---------- | ---------------------- | ---------------------- | ---------------------- | ---------------------- | --------------------- | --------------- |
| Кизилорда, місто                   | -          | 151791                 | 157364                 | 188682                 | 271309                 | -                     | 1               |
| - Колос, село                      | -          | 410                    | -                      | -                      | -                      | -                     | -               |
| Белкольська селищна адміністрація  | 21,99      | 1329                   | 3053                   | 3058                   | 4894                   | Белколь               | 2               |
| Тасбугетська селищна адміністрація | 28,28      | 15693                  | 17190                  | 18987                  | 27634                  | Тасбугет              | 2               |
| Акжарминський сільський округ      | 47,44      | 1839                   | 1885                   | 2225                   | 2222                   | Баймурат              | 2               |
| Аксуатський сільський округ        | 182,30     | 2220                   | 2386                   | 3780                   | 10100                  | Жакипбека Маханбетова | 1               |
| Караултобинський сільський округ   | 61,27      | 1005                   | 952                    | 1322                   | 2538                   | Караултобе            | 1               |
| Кизилжарминський сільський округ   | 302,32     | 4218                   | 4248                   | 5664                   | 11274                  | Кизилжарма            | 1               |
| Кизилозецький сільський округ      | 909,88     | 2491                   | 3312                   | 2966                   | 3232                   | Караозек              | 3               |
| Косшинирауський сільський округ    | 533,13     | 2065                   | 2268                   | 2585                   | 3239                   | Абай                  | 2               |
| Талсуатський сільський округ       | 9,25       | 238                    | 931                    | 1153                   | 2497                   | Талсуат               | 1               |

## Найбільші населені пункти
Населені пункти з чисельністю населення понад 1000 осіб:
| №  | Населений пункт       | Населення, осіб (1989) | Населення, осіб (1999) | Населення, осіб (2009) | Населення, осіб (2021) |
| -- | --------------------- | ---------------------- | ---------------------- | ---------------------- | ---------------------- |
| 1  | Кизилорда             | 151791                 | 157364                 | 188682                 | 271309                 |
| 2  | Тасбугет              | 15369                  | 16922                  | 18875                  | 27590                  |
| 3  | Кизилжарма            | 4045                   | 4126                   | 5484                   | 11274                  |
| 4  | Жакипбека Маханбетова | 2220                   | 2386                   | 3780                   | 10100                  |
| 5  | Белколь               | 979                    | 2717                   | 2843                   | 4655                   |
| 6  | Караултобе            | 1005                   | 952                    | 1322                   | 2538                   |
| 7  | Талсуат               | 120                    | 471                    | 677                    | 2497                   |
| 8  | Абай                  | 1778                   | 2075                   | 2228                   | 2325                   |
| 9  | Караозек              | 1723                   | 2427                   | 1997                   | 2265                   |
| 10 | Баймурат              | 1080                   | 1121                   | 1345                   | 1473                   |